# Équipe cycliste Sistecrédito
L'équipe cycliste Sistecrédito (code UCI : ESC) est une équipe cycliste colombienne, ayant le statut d'équipe continentale depuis 2024,.

## Histoire de l'équipe
L'équipe est créée en 2019 en tant que projet pour permettre aux jeunes du département colombien d'Antioquia d'avoir un meilleur avenir dans le sport.
Depuis 2022, l'équipe est sponsorisée par la société financière colombienne Sistecrédito avec des cyclistes appartenant aux catégories junior, espoirs et élite masculins et féminins afin de parcourir les routes de la Colombie et du monde.

## Principales victoires

### Courses par étapes
- Tour cycliste international de la Guadeloupe : 2024 (Kevin Castillo)
- Vuelta Bantrab : 2025 (Wilson Peña)

### Championnats nationaux
- Championnats de Colombie sur route : 1
  - Course en ligne espoirs 2023 : Kevin Castillo

## Classements UCI
L'équipe participe aux épreuves des circuits continentaux et en particulier de l'UCI America Tour. Les tableaux ci-dessous présentent les classements de l'équipe sur les différents circuits, ainsi que son meilleur coureur au classement individuel.
UCI America Tour
| UCI America Tour | UCI America Tour       | UCI America Tour                          | UCI America Tour |
| Année            | Classement par équipes | Meilleur coureur au classement individuel |                  |
| ---------------- | ---------------------- | ----------------------------------------- | ---------------- |
| 2024             | 9e                     | Jaider Muñoz (80e)                        |                  |
|                  |                        |                                           |                  |
| Source : UCI     |                        |                                           |                  |

L'équipe est également classée au Classement mondial UCI qui prend en compte toutes les épreuves UCI et concerne toutes les équipes UCI.
| Classement mondial | Classement mondial     | Classement mondial                        | Classement mondial |
| Année              | Classement par équipes | Meilleur coureur au classement individuel |                    |
| ------------------ | ---------------------- | ----------------------------------------- | ------------------ |
| 2024               | 97e                    | Jaider Muñoz (755e)                       |                    |
|                    |                        |                                           |                    |
| Source : UCI       |                        |                                           |                    |

## Sistecrédito en 2025

### Effectif
| Cycliste              | Date de naissance | Nationalité | Équipe 2024                 |  |
| --------------------- | ----------------- | ----------- | --------------------------- |  |
| Sebastián Castaño     | 12 mai 1997       | Colombie    | Sistecrédito                |  |
| Kevin Castillo        | 15 novembre 2001  | Colombie    | Sistecrédito                |  |
| Estiven García        | 18 novembre 2004  | Colombie    | Avinal - Carmen de Viboral  |  |
| David Santiago Gómez  | 22 janvier 1999   | Colombie    | Sistecrédito                |  |
| Juan Diego Guerrero   | 7 juillet 1997    | Colombie    | Sistecrédito                |  |
| Samuel Herrera        | 26 avril 2002     | Colombie    | Sistecrédito                |  |
| Juan Diego Hoyos      | 10 décembre 1996  | Colombie    | Sistecrédito                |  |
| Esteban Mejía         | 17 décembre 2006  | Colombie    | Sistecrédito                |  |
| Jaider Muñoz          | 4 janvier 2004    | Colombie    | Sistecrédito                |  |
| Wilson Peña           | 7 avril 1998      | Colombie    | Sistecrédito                |  |
| Hugo Rodríguez        | 12 février 2004   | Colombie    | Trinity Racing              |  |
| Juan Felipe Rodríguez | 5 novembre 2003   | Colombie    | Arroz Sonora - 4WD Rentacar |  |
| Felipe Toro           | 15 avril 2003     | Colombie    |                             |  |
| José Misael Urián     | 2 novembre 2002   | Colombie    | Sistecrédito                |  |
| Juan David Urián      | 13 avril 2005     | Colombie    | Sistecrédito                |  |

### Victoires
| Date       | Course                          | Pays      | Classe | Vainqueur             |
| ---------- | ------------------------------- | --------- | ------ | --------------------- |
| 02/05/2025 | 3e étape de la Vuelta Bantrab   | Guatemala | 2.2    | Wilson Peña           |
| 04/05/2025 | Vuelta Bantrab                  | Guatemala | 2.2    | Wilson Peña           |
| 24/05/2025 | 4e étape de la Ronde de l'Isard | France    | 2.2    | Juan Felipe Rodríguez |